# The Black Album (The-Beatles-Album)
The Black Album ist ein inoffizielles Kompilationsalbum mit Solomaterial von Mitgliedern der britischen Rockgruppe The Beatles. Es wurde von dem US-amerikanischen Schauspieler Ethan Hawke erstellt und wurde durch die Aufnahme in Richard Linklaters Film Boyhood 2014 bekannt. Hawke stellte die Platte zusammen, um sie seiner Tochter Maya zu ihrem 13. Geburtstag im Jahr 2011 zu schenken, einschließlich personalisierter Liner Notes; sie wurde dann in Boyhood in Szenen eingebaut, die später im selben Jahr gedreht wurden, wobei Hawkes Charakter sie seinem Sohn als Geburtstagsgeschenk gab.
Die Zusammenstellung enthält 51 Titel von Beatles-Mitgliedern nach der Auflösung der Band im Jahr 1970. Die Reaktionen der Kritiker auf The Black Album waren im Allgemeinen positiv: The Desert Sun beschrieb es als „ein großartiges Hörerlebnis“, während USA Today es als „eine tolle Zusammenstellung“ bezeichnete. In einer Analyse für die New York Daily News meinte Jim Farber, die Platte sei „eine Metapher für Scheidung“.

## Konzept
Als lebenslanger Fan der Beatles stellte Hawke The Black Album für seine Tochter Maya nach der Scheidung von ihrer Mutter Uma Thurman zusammen und schenkte es ihr zu ihrem 13. Geburtstag am 8. Juli 2011. Die Platte bestand aus 51 Songs der Beatles-Mitglieder nach ihrer Trennung im Jahr 1970. John Lennon hatte 19 Songs aus seiner Solokarriere und seiner Zusammenarbeit mit der Plastic Ono Band auf der Zusammenstellung, Paul McCartney hatte 20 aus seiner Solokarriere und seiner Zusammenarbeit mit Wings und Linda McCartney, George Harrison hatte sieben Songs aus seiner Solokarriere und Ringo Starr hatte vier. Darüber hinaus war der Song „Real Love“ – ein von McCartney, Harrison und Starr für die Kompilation Anthology 2 überarbeitetes und mit Overdubs versehenes Demo von Lennon – auf The Black Album enthalten. Der dreiteiligen Sammlung lag eine Reihe von Liner Notes in Form eines persönlichen Briefes von Hawke an seine Tochter bei, in dem er seine Motivation für die Erstellung des Albums erläuterte.

## Titelliste
CD 1:
1. Paul McCartney & Wings – Band on the Run
2. George Harrison – My Sweet Lord
3. John Lennon feat. The Flux Fiddlers & the Plastic Ono Band – Jealous Guy
4. Ringo Starr – Photograph
5. John Lennon – How?
6. Paul McCartney – Every Night
7. George Harrison – Blow Away
8. Paul McCartney – Maybe I’m Amazed
9. John Lennon – Woman
10. Paul McCartney & Wings – Jet
11. John Lennon – Stand by Me
12. Ringo Starr – No No Song
13. Paul McCartney – Junk
14. John Lennon – Love
15. Paul McCartney & Linda McCartney – The Back Seat of My Car
16. John Lennon – Watching the Wheels
17. John Lennon – Mind Games
18. Paul McCartney & Wings – Bluebird
19. John Lennon – Beautiful Boy (Darling Boy)
20. George Harrison – What Is Life

CD 2:
1. John Lennon – God
2. Wings – Listen to What the Man Said
3. John Lennon – Crippled Inside
4. Ringo Starr – You’re Sixteen You’re Beautiful (And You’re Mine)
5. Paul McCartney & Wings – Let Me Roll It
6. John Lennon & The Plastic Ono Band – Power to the People
7. Paul McCartney – Another Day
8. George Harrison – If Not For You (2001 Digital Remaster)
9. John Lennon – (Just Like) Starting Over
10. Wings – Let ’Em In
11. John Lennon – Mother
12. Paul McCartney & Wings – Helen Wheels
13. John Lennon – I Found Out
14. Paul McCartney & Linda McCartney – Uncle Albert/Admiral Halsey
15. John Lennon, Yoko Ono & The Plastic Ono Band – Instant Karma! (We All Shine On)
16. George Harrison – Not Guilty (2004 Digital Remaster)
17. Paul McCartney & Linda McCartney – Heart of the Country
18. John Lennon – Oh Yoko!
19. Wings – Mull of Kintyre
20. Ringo Starr – It Don’t Come Easy

CD 3:
1. John Lennon – Grow Old with Me (2010 Remaster)
2. Wings – Silly Love Songs
3. The Beatles – Real Love
4. Paul McCartney & Wings – My Love
5. John Lennon – Oh My Love
6. George Harrison – Give Me Love (Give Me Peace on Earth)
7. Paul McCartney – Pipes of Peace
8. John Lennon – Imagine
9. Paul McCartney – Here Today
10. George Harrison – All Things Must Pass
11. Paul McCartney – And I Love Her (Live on MTV Unplugged)